# Seocheon-gun
Seocheon (hangul 서천군, hanja 舒川郡) är en landskommun (gun) i den sydkoreanska provinsen Södra Chungcheong. Kommunen har 53 143 invånare (2020).
Administrativ huvudort och största ort är köpingen Seocheon-eup. I kommunen finns även köpingen Janghang-eup och elva socknar (myeon):
Biin-myeon,
Gisan-myeon,
Hansan-myeon,
Hwayang-myeon,
Jongcheon-myeon,
Masan-myeon,
Maseo-myeon,
Munsan-myeon,
Pangyo-myeon,
Seo-myeon och
Sicho-myeon.